# Seznam měst ve Rwandě
Toto je seznam měst v Rwandě.
Zdaleka největší aglomerací v Rwandě je Kigali, kde 1. ledna 2005 žilo 1 542 028 obyvatel, což představuje asi 20% obyvatelstva celé země.
V následující tabulce jsou uvedena města nad 10 000 obyvatel, výsledky sčítání obyvatelstva z 15. srpna 1991 a 16. srpna 2002, odhady počtu obyvatel k 1. lednu 2005 a provincie, do nichž města náleží. Počet obyvatel se vztahuje na vlastní město bez předměstí. Města jsou seřazena podle velikosti.

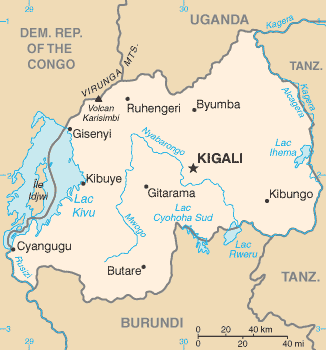
Města ve Rwandě

| Města v Rwandě |           |                |                |                |             |
| #              | Město     | Počet obyvatel | Počet obyvatel | Počet obyvatel | Provincie   |
| #              | Město     | sčítání 1991   | sčítání 2002   | odhad 2005     | Provincie   |
| 1.             | Kigali    | 232 733        | 603 049        | 745 261        | Kigali City |
| 2.             | Butaré    | 28 645         | 77 449         | 89 600         | Jih         |
| 3.             | Gitarama  | 11 679         | 84 669         | 87 613         | Jih         |
| 4.             | Ruhengeri | 29 578         | 71 511         | 86 685         | Sever       |
| 5.             | Gisenyi   | 21 918         | 67 766         | 83 623         | Západ       |
| 6.             | Byumba    | n/a            | 66 268         | 70 593         | Sever       |
| 7.             | Cyangugu  | 8 911          | 59 070         | 63 883         | Západ       |
| 8.             | Nyanza    | n/a            | 55 699         | 56 679         | Jih         |
| 9.             | Kabuga    | n/a            | 51 693         | 54 246         | Sever       |
| 10.            | Ruhango   | n/a            | 43 780         | 54 104         | Jih         |
| 11.            | Rwamagana | n/a            | 47 203         | 50.081         | Východ      |
| 12.            | Kibuye    | 4.242          | 46.640         | 48 024         | Západ       |
| 13.            | Kibungo   | 6 912          | 43 582         | 46 240         | Východ      |
| 14.            | Gikongoro | n/a            | 32 427         | 33 832         | Jih         |
| 15.            | Umutara   | n/a            | 8 437          | 10 427         | Východ      |